# BWV 248a
Le numéro BWV 248a désigne une cantate profane de Johann Sebastian Bach écrite en 1733 ou 1734, probablement en l'honneur de la famille royale de Saxe ou peut-être pour accueillir le nouvel électeur à Leipzig. La partition et le texte sont à présent perdus mais une partie de l’œuvre a été reprise pour l'Oratorio de Noël. Quelques sources donnent Jauchzet, frohlocket! pour titre.